# 保罗·施图尔姆
保罗·施图尔姆（德語：Paul Sturm，1859年4月1日—1936年12月21日），德国新艺术运动雕塑家、币章雕刻家、设计师。

## 生平
施图尔姆出生在德国萨克森州的莱比锡。施图尔姆曾随木雕师学徒，后在慕尼黑、苏黎世、洛桑和里昂的美术学校接受教育。1884年起，他就读于萊比錫視覺藝術學院。
1908年，施图尔姆迁居柏林。1919年，他在一战后的艰难条件下，因健康原因提前退休。并从1919年起与第二任妻子海德薇格·韦克沃思（Hedwig Weckwerth）一起生活在图林根州的巴特弗兰肯豪森。后者是奖章获得者赫尔曼·韦克沃思 (Hermann Weckwerth) 的遗孀。
1936年12月21日，施图尔姆在图林根州耶拿的精神病院去世。